# Vèbre
Vèbre – miejscowość i gmina we Francji, w regionie Oksytania, w departamencie Ariège.
Według danych na rok 2010 gminę zamieszkiwało 137 osób, a gęstość zaludnienia wynosiła 26 osób/km².